# ポスト団塊ジュニア

日本の人口ピラミッド（世代を注記）

ポスト団塊ジュニア（ポストだんかいジュニア）とは、日本の団塊ジュニアと呼称される世代の後に生まれた世代のこと。区切りは一定しないが、主に1975年（昭和50年）〜1981年（昭和56年）生まれを指す。「団塊ジュニアの後に生まれた世代」と、「ポスト団塊世代（断層の世代とも）の子供世代」の2つの意味がある。
ポスト団塊世代の子供は、「断層ジュニア」と呼ばれることもある。
「ポスト団塊ジュニア」と呼ばれる1975年から1981年までに生まれた世代は、2000年前後のインターネットや携帯電話が普及した時期に社会人となった。

## 成長過程における社会情勢

### 幼少期
ポスト団塊ジュニアは戦後30年を経た安定成長期に生まれた世代であり、「冷戦の中弛み」が顕わになった時期に生まれた。この時期を象徴する出来事として、政治ではロッキード事件（1976年）、娯楽では王貞治の756本ホームラン（1977年）、少年の世界では校内暴力の頻発（特に1980年代前半）が挙げられる。
親世代については、1970年代後半生まれの前半世代は団塊の世代を親に持つ者も多く、兄や姉が団塊ジュニア世代という者も多い。1980年以後に生まれた後半世代の親世代は1950年代生まれのしらけ世代が大多数である。
親世代は高度経済成長の恩恵を多大に受けて育った世代であり、1975年と1980年の生涯未婚率も僅か2％であった（「一億総中流」も参照）。一方で、この世代は出生数が急激に減少していった年代でもあり、1975年生まれが約190万人だったのに対し、1979年は約164万人にまで減少している。

### 学生時代
教育面については1980年の学習指導要領で学んだ世代であり、広義のゆとり教育を受けた世代であると言える。中学校では外国語、英語が学習指導要領で選択科目で必修ではなかった世代でもある。
前半生まれ（1975年-1979年生まれ）
- 1980年代に小学生であり、文化面は基本的に団塊ジュニア（1970年代前半生まれ）とほぼ同じである。1980年代後半は、米ソの緊張緩和で冷戦が終わろうとしている時代であった。この時代を象徴する出来事として、プラザ合意（1985年）、チェルノブイリ原発事故（1986年）、ブラックマンデー（1987年）、ソウル五輪（1988年）、東欧革命（1989年）が代表的である。
- 小学校高学年から中学生の時期は、バブル景気の時期に当たり、「ジャパン・アズ・ナンバーワン」と呼ばれるほど日本型経済体制が注目され持て囃された時代であった。その一方で、ジャパンバッシングといった日米貿易摩擦も問題化した。
- 同じく、小学校高学年から中学生の時期に、昭和天皇崩御（1989年1月7日）、天安門事件（1989年6月4日）、ベルリンの壁崩壊（1989年11月9日）などの東欧革命、ドイツ東西統一（1990年10月3日）、湾岸戦争（1991年1月17日〜2月28日）など、冷戦の終結を告げる出来事に遭遇した。最年少でも小学6年生までの時期にソビエト連邦の崩壊（1991年大晦日）に遭遇した。
- 大学・短大・専門学校の在学中にインターネット時代の到来を経験した[4]。

後半生まれ（1980年-1981年生まれ）
- 小学校入学の時期はバブル景気の最中であった。しかし、小学校高学年にバブル景気もソビエト連邦も崩壊し、就職氷河期の序章、「リストラ」と称した整理解雇ブームの勃発、1955年体制の崩壊（1993年8月9日）など、冷戦体制が崩壊してアメリカ型社会に変わり始める中で、小学校時代から中学校時代までを過ごした。この就職氷河期とアメリカ型社会の到来を象徴するテレビドラマとして、『家なき子』（1994年）が代表的である。
- 高校入学の時期は、阪神・淡路大震災や地下鉄サリン事件などが起こった1995年を境にいわゆる「コギャル文化」が一斉に開き、同時にMicrosoft Windows 95の登場によってパーソナルコンピュータの普及が加速し、本格的なIT社会が到来した時代であった[4]。同時に、1998年ごろに「超就職氷河期」が到来し、雇用環境の悪化が進んだ[5]。

### 学力低下
『学習指導要領の変化と大学受験』
学生時代中に教育や休日の変化に直面した人がいる世代である。教育の変化としては、1980年代に行われていたゆとり教育（ゆとりカリキュラム）から、「ゆとりの時間」や新学力観を取り入れた、新しい教育を受けたゆとり世代でもある。休日の変化としては、祝日法の改正、学習指導要領の改正、1992年9月12日以降の第二土曜日の休み、1995年4月22日以降の第四土曜日の休みなどである。そのため義務教育期間中に、1977年度生まれ以降は、第二土曜日の休みを経験し、1978年度生まれは、学習指導要領が変わり、新学力観を体験した。この世代は「分数のできない大学生」といった著書が出るなど、一流大学でも分数や二次方程式ができないと学力の低下が指摘された世代でもある。
1979年度生まれ以降は、1985年の祝日法の改正で、5月4日が国民の休日となったため、小学校入学時点で既に5月4日が休みとなっていた。さらに、1976年度生まれが中学校を卒業するまでは、全国の多くの中学校で男子中学生への丸刈り強制が行われていたが、1979年度生まれが中学校に入学する1990年代には、男子中学生への丸刈り強制が廃止されるなど、校則や管理教育の緩和が見られるようになった。

## 少子化
大学受験は、少子化の影響で、倍率が高かった団塊ジュニア世代とは異なり、ポスト団塊ジュニア世代では徐々に緩和されていった。受験人数の減少だけでなく、偏差値の低下、短大の大学改組に伴う大学の増加等もあり、大学入試はより易しくなっていった時代であった。

## ポスト団塊ジュニアを取り巻く社会問題
ポスト団塊ジュニアは、就職氷河期の影響を大きく受けたため、就職活動、就職後から2025年現在までにおいて、様々な問題を抱えている。

### 就職問題
ソビエト連邦の崩壊（1991年大晦日）の後、アメリカ発の新自由主義（ネオリベ）が席巻する中で就職時期を迎え、「失われた30年」と呼ばれる就職氷河期に遭遇し、「氷河期世代」「失われた世代（ロストジェネレーション、ロスジェネ、棄民世代）」とも呼ばれる結果になった。自自公（小渕恵三・小沢一郎）政権や小泉純一郎政権による雇用敵視（1999年の産業再生法と派遣業種原則自由化、2003年の製造業への派遣労働解禁）によって非正規雇用に落とされ、1999年秋の大量解雇ブーム（ゴーン体制での日産2万人大量解雇など）に遭遇した青年も、同じ1999年に池袋通り魔事件を起こした犯人も、2008年の世界同時不況による「派遣切り」に遭遇した人々も、同じ2008年に秋葉原通り魔事件を起こした非正規工員も、就職活動そのものを断念したために失業者から外される就業意欲喪失者が多い人々も、この世代である。
現に、2014年3月31日の有効求人倍率は正社員だけで0.65倍なのに対して、自自公政権と小泉政権に当たる1999年〜2003年の3月31日の有効求人倍率は、非正社員を入れても半分か0.60倍くらいしかなく（→下記の表4と表5を参照）；1999年〜2001年の2月末日は1年以上失業者の総数が70万人超や80万人超である（→下記表3）。
「超氷河期」と呼ばれた2000年を見ると、1975年〜1984年生まれが該当する15歳〜24歳の失業率は、外の世代よりも格段に高い。2000年1月31日時点の失業率は、全体が4.7%なのに対して、1975年〜1984年生まれが該当する15歳〜24歳の男性が8.7%、15歳〜24歳の女性が6.5%にまで上昇した。同じく2000年3月31日時点の失業率も、25歳〜34歳が5.8%なのに対して、15歳〜24歳が11.3%に達した。
2000年4月28日に発表された労働力調査によると、いわゆる就職浪人（既卒・新卒の未就職者）の数が、2000年2月29日時点で12万人に対して、2000年3月31日時点で32万人であり、2000年3月に発生した就職浪人が20万人に達した。前後の就職浪人数も、1999年2月28日時点で13万人→1999年3月31日時点で30万人（1999年3月に17万人発生）、2001年2月28日時点で13万人→2001年3月31日時点で29万人（2001年3月に16万人発生）という多さであり；1999年〜2001年の2月末日時点の15歳〜24歳の失業者数は60万人を超えた（→下記表3）。
秋葉原通り魔事件と世界同時不況が起こった2008年と、その翌年2009年には「派遣切り」が頻発したが、この足掛け2年間を見ても、1975年〜1984年生まれが該当する28歳〜34歳の失業者数は顕著である。2010年2月22日に発表された労働力調査によると、2008年と2009年の3ヶ月以上失業者数を比べると、1975年〜1984年生まれが該当する28歳〜34歳は、2008年が42万人（全体は166万人）に対して、2009年は57万人（全体は214万人）にまで増加した。
そして、東日本大震災（2011年）などが起こった2010年代も、新型コロナウイルス（2020年）などが発生した2020年代も、一貫して1975年〜1984年生まれの世代は苦難の道を歩み、しばしば40歳を過ぎても非正規雇用を続ける「非正規ミドル」になっている。2015年7月〜9月に実施された労働力調査によると、非正規雇用である理由を「正規雇用の職が無いから」と答えた35歳〜44歳（1971年〜1980年生まれ）の男性は45.2%に昇っており、男女を合わせた35歳〜44歳の被傭者約1330万人の中で非正規社員は約390万人に昇る。これに先んじて2014年7月に実施された労働力調査も同様で、「正規雇用の職が無いから」と答えた不本意非正規（不完全雇用）は、35歳〜44歳（1970年代生まれ）の男女が71万人で19.2％、25歳〜34歳（1980年代生まれ）の男女が75万人で26.9％に上る。この調査において、2014年7月31日時点で非正規雇用の総数は1939万人で、全労働者数の37％に上った。

#### 雇用と失業の各年比較
| 年   | 15-24歳        | 15-24歳           | 15-24歳             | 15-24歳    | 15-24歳             | 全年齢              | 全年齢     |
| 年   | 該当人口(千人) | 労働力人口 (千人) | 完全失業者数 (千人) | 完全失業率 | 不本意パート (千人) | 完全失業者数 (千人) | 完全失業率 |
| ---- | -------------- | ----------------- | ------------------- | ---------- | ------------------- | ------------------- | ---------- |
| 1995 | 18600          | 8860              | 540                 | 6.1%       | N/A                 | 2100                | 3.2%       |
| 1996 | 18170          | 8770              | 590                 | 6.7%       | N/A                 | 2270                | 3.4%       |
| 1997 | 17670          | 8580              | 570                 | 6.6%       | N/A                 | 2290                | 3.4%       |
| 1998 | 17160          | 8290              | 640                 | 7.7%       | N/A                 | 2770                | 4.1%       |
| 1999 | 16660          | 7870              | 730                 | 9.3%       | N/A                 | 3170                | 4.7%       |
| 2000 | 16180          | 7610              | 700                 | 9.2%       | N/A                 | 3230                | 4.8%       |
| 2001 | 15730          | 7310              | 710                 | 9.7%       | N/A                 | 3400                | 5.0%       |
| 2002 | 15300          | 6950              | 700                 | 10.1%      | 500                 | 3600                | 5.4%       |
| 2003 | 14930          | 6700              | 680                 | 10.1%      | 450                 | 3480                | 5.2%       |
| 2004 | 14580          | 6440              | 610                 | 9.5%       | 440                 | 3110                | 4.7%       |
| 2005 | 14210          | 6340              | 550                 | 8.7%       | 410                 | 2930                | 4.4%       |

| 測定日                  | 時期     | 完全失業者数 | 完全失業率 | 有効求人倍率 |
| ----------------------- | -------- | ------------ | ---------- | ------------ |
| 1980年2月29日（金曜日） | 出生期   | 111万人      | 1.78%      | 0.78倍       |
| 1990年2月28日（水曜日） | 少年期   | 142万人      | 2.1%       | 1.37倍       |
| 2000年2月29日（火曜日） | 就職期   | 327万人      | 4.9%       | 0.52倍       |
| 2010年2月28日（日曜日） | 30歳前後 | 324万人      | 4.9%       | 0.47倍       |
| 2020年2月29日（土曜日） | 40歳前後 | 166万人      | 2.4%       | 1.45倍       |

| 測定日                  | 全体の 完全失業者数 | 15歳〜24歳の 完全失業者数 | 就職浪人 | 全体の 1年以上失業者数 | 15歳〜24歳の 1年以上失業者数 |
| ----------------------- | ------------------- | ------------------------- | -------- | ---------------------- | ---------------------------- |
| 1984年2月29日（水曜日） | 171万人             | 37万人                    | 6万人    | 24万人                 | 3万人                        |
| 1985年2月28日（木曜日） | 164万人             | 35万人                    | 5万人    | 21万人                 | 1万人                        |
| 1990年2月28日（水曜日） | 142万人             | 38万人                    | 6万人    | 27万人                 | 4万人                        |
| 1993年2月28日（日曜日） | 157万人             | 41万人                    | 4万人    | 24万人                 | 4万人                        |
| 1994年2月28日（月曜日） | 194万人             | 45万人                    | 5万人    | 32万人                 | 5万人                        |
| 1995年2月28日（火曜日） | 199万人             | 49万人                    | 7万人    | 36万人                 | 6万人                        |
| 1996年2月29日（木曜日） | 224万人             | 59万人                    | 9万人    | 44万人                 | 6万人                        |
| 1997年2月28日（金曜日） | 230万人             | 55万人                    | 9万人    | 48万人                 | 10万人                       |
| 1998年2月28日（土曜日） | 246万人             | 58万人                    | 7万人    | 51万人                 | 8万人                        |
| 1999年2月28日（日曜日） | 313万人             | 70万人                    | 13万人   | 70万人                 | 10万人                       |
| 1999年3月31日（水曜日） | 339万人             | -                         | 30万人   | -                      | -                            |
| 2000年2月29日（火曜日） | 327万人             | 66万人                    | 12万人   | 82万人                 | 14万人                       |
| 2000年3月31日（金曜日） | 349万人             | -                         | 32万人   | -                      | -                            |
| 2001年2月28日（水曜日） | 318万人             | 63万人                    | 13万人   | 83万人                 | 10万人                       |
| 2001年3月31日（土曜日） | 343万人             | -                         | 29万人   | -                      | -                            |

- 労働省、総務省　労働力特別調査　毎年2月末日測定、1984年〜2001年。「年齢・男女別完全失業者数」を参照。
- 朝日新聞　1999年4月30日付夕刊1頁、2000年4月28日付夕刊1頁・夕刊27頁、2001年4月27日付夕刊1頁。

| 測定日                  | 15歳〜24歳の失業率 | 全体の失業率 | 完全失業者数 | 有効求人倍率 |
| ----------------------- | ------------------ | ------------ | ------------ | ------------ |
| 1995年3月31日（金曜日） | 7.5%               | 3.0%         | 219万人      | 0.66倍       |
| 1996年3月31日（日曜日） | 8.1%               | 3.1%         | 229万人      | 0.67倍       |
| 1997年3月31日（月曜日） | -                  | 3.2%         | 234万人      | 0.73倍       |
| 1998年3月31日（火曜日） | 9.2%               | 3.9%         | 277万人      | 0.58倍       |
| 1999年3月31日（水曜日） | 男11.7%、女10.2%   | 4.8%         | 339万人      | 0.49倍       |
| 2000年3月31日（金曜日） | 11.3%              | 4.9%         | 349万人      | 0.53倍       |
| 2001年1月31日（水曜日） | 男10.2%、女7.8%    | 4.9%         | 317万人      | 0.65倍       |
| 2001年3月31日（土曜日） | -                  | 4.7%         | 343万人      | 0.61倍       |
| 2002年3月31日（日曜日） | -                  | 4.9%         | 379万人      | 0.51倍       |
| 2003年3月31日（月曜日） | 13.2%              | 5.4%         | 384万人      | 0.60倍       |
| 2004年3月31日（水曜日） | 11.8%              | 4.7%         | 333万人      | 0.77倍       |

- 朝日新聞　1995年4月28日付夕刊2頁、1996年4月30日付夕刊1頁、1997年5月2日付夕刊1頁、1998年4月28日付夕刊1頁、1999年4月30日付夕刊1頁、2000年4月28日付夕刊1頁・夕刊27頁、2001年3月2日付夕刊1頁、2002年4月26日付夕刊1頁、2003年4月25日付夕刊2頁、2004年4月30日付夕刊1頁より。

| 測定日                  | 正社員の有効求人倍率 | 全体の有効求人倍率 | 完全失業者数 | 完全失業率 |
| ----------------------- | -------------------- | ------------------ | ------------ | ---------- |
| 2006年3月31日（金曜日） | 0.64倍               | 1.01倍             | 289万人      | 4.1%       |
| 2008年3月31日（月曜日） | 0.60倍               | 0.95倍             | 268万人      | 3.8%       |
| 2009年3月31日（火曜日） | 0.32倍               | 0.52倍             | 335万人      | 4.8%       |
| 2010年3月31日（水曜日） | 0.28倍               | 0.49倍             | 350万人      | 5.0%       |
| 2011年1月31日（月曜日） | 0.40倍               | 0.61倍             | 309万人      | 4.9%       |
| 2014年3月31日（月曜日） | 0.65倍               | 1.07倍             | 236万人      | 3.6%       |

- 朝日新聞　2006年4月28日付夕刊1頁、2008年4月30日付夕刊2頁、2009年5月1日付夕刊1頁、2010年4月30日付夕刊1頁、2011年3月1日付夕刊8頁、2014年5月2日付夕刊2頁より。

#### 高卒の就職問題
1997年卒業者（1978年度生まれ）と1999年卒業者（1980年度生まれ）を比較すると、「定職に就いている」が43.7%から24.9%に減り、「アルバイトで働いている」が28.5%から47.8%に増加した。また、団塊ジュニア世代までは高卒女子の主な就職先であった、事務・販売系（百貨店や金融機関など）の正社員の高卒求人は、1997年以後になると皆無に近いという状況になり、高卒で就職を希望する普通科・商業科の女子らに甚大なダメージを与えた。
しかし、就職難を背景に大半が大学・短大・専門学校へと進学し、高卒で就職する者が20%程度まで減ったため、高卒の就職問題はあまりクローズアップされなかった。高卒で就職を希望しながら高卒での就職ができなかった者は、専門学校への進学に進路を変更した者も多かったため、後述する大卒などの就職難と比べるとあまり問題視されなかったという面もあった。大晦日時点の高校生の就職内定率も、1999年大晦日が71.3%、2000年大晦日が72.8%、2001年大晦日は67.8%という低さであった。

#### 短大卒・大卒の就職問題
短大卒や大卒の就職活動状況も惨憺たる状況であった。就職氷河期の真っ只中で、採用をしない企業も多く、1997年のアジア通貨危機以後、特に2000年（現役の1977年度生まれが大卒）前後は「超氷河期」とも言われた。
他には、1997年には就職協定が廃止され就職活動が変化し、1999年末には派遣の一般事務職解禁により、一般事務職を希望した学生は、正社員から派遣に切り替える企業の都合により、一般事務職で正社員になるのが困難になった。大学新卒者の就職率を見ると、1998年（現役の1975年度生まれが大卒）の就職率は66.6%となっていたが、2003年（現役の1980年度生まれが大卒）には、55.1%と就職率の統計をとり始めて以来過去最低を記録した。そのような状況で就職活動を行う大卒浪人生はさらに厳しい状況となった。
また、理系ほど内定率が高くない文系大卒は、理系よりも厳しい状況であった。

#### 大学院卒・医歯獣医学部卒の就職問題
大学で就職が困難であったこともあり、大学院は理系を中心に12％まで上昇した。理系の場合、修士で就職するものは特に就職難に見舞われることは無かった。これは理系離れが深刻にも関わらず、技術職需要が活発であるためである（理工系大卒や高専卒、工業高校卒も同様である）。
文系の院卒は修士・博士・博士満期退学を問わず数は多くないが、深刻であり「高学歴ワーキングプア」を多数生み出してしまうこととなった。理系の場合であっても、博士後期へ多数進学したのが団塊ジュニア世代からの特徴であるが、彼らは不安定な任期付き研究員などで職を得るも、契約終了とともに無職となるケースが多発した。
次に6年養成の医・歯・獣医学部卒である。医師の就職は安定したままであるが、問題は歯学部卒と獣医学部卒である。歯科医師や獣医師が過剰のため、歯科医師であるにも関わらず、年収が300万台という現実が多発した。獣医師も同じである。歯科診療所はコンビニエンスストアよりも数が多いとされ、結果的にワーキングプアに陥る者も多くなった。ペットクリニックも同様である。

### 就職後の社会問題
ポスト団塊ジュニア世代で何とか正規職員になれたものの希望通りの就職ができなかった者は、職歴を活かして「第二新卒」「20代」を武器に、2006年 - 2008年に転職市場で「リベンジ就職活動」を行い、それに成功して年収を増やした者もいる。しかし、こうした者は幸運かつ僅少であり、転職活動によって年収が減ったケースも少なくなく、更には転職活動が頓挫して正社員から派遣やアルバイトなど非正社員（フリーター）に転落した者も多い。『2005年版 労働経済白書』によれば非正規雇用から→非正規雇用となるものが39%、正規雇用から→正規雇用のままが34%、正規雇用から→非正規雇用となるものが21%、非正規雇用から→正規雇用となるものが17%という結果となった。一旦非正規職員となった者は非正規雇用間での就職が多いこと、非正規雇用から正規職員になるものよりも非正規雇用に転落する者が多いという結果となった。
若年者（15歳-34歳）の非正規職員の数は内閣府調査で2001年の段階で417万人（21.2％）、2006年で総務省の調査で26%に達した。（この数字に関しては「希望格差社会」など労働問題や家族問題に関する本を参照のこと。なお、厚生労働省の数字は派遣や契約社員の数をカウントしていないので除外することとした。）
又、この1975年〜1981年生まれの世代は、独身や厭婚（結婚そのものが嫌い）が市民権を得るに至った世代でもある。非正規雇用を理由に独身でいる者、よしんば正規雇用であっても厭婚を理由に独身でいる者、結婚してもあえて子供を作らない者など、様々である。20代を小泉純一郎政権による非正規雇用増大と「勝ち組」「負け組」の分化（「聖域なき構造改革」と称したアメリカ型社会への改造）に巻き込まれたため、小泉政権下の2005年の時点で25歳〜29歳（1976年〜1980年生まれ）の未婚率は男71.4%、女59.0%で、結婚ができない者も多く、受難が続いていることが推定され。2010年時点でも30歳〜34歳（1976年〜1980年生まれ）の未婚率は男46.5%、女33.3%であった。親との同居壮年未婚者（35歳〜44歳）も増大している。世界同時不況が起こった2008年の時点で250万人、15%以上である。
一方、結婚子育てに漕ぎ着けた女性たちは、共働きの為に保育園に子供を預けたいにも拘わらず、保育園不足が問題化している。

#### ポスト団塊ジュニアと非正規雇用
■ : ポスト団塊ジュニアを含む年齢階級

■ : 年齢階級の最大値
| 年     | 15-24歳※ | 25-34歳 | 35-44歳 | 45-54歳 | 55-64歳 | 65歳以上 |
| ------ | -------- | ------- | ------- | ------- | ------- | -------- |
| 2002年 | 29.7     | 20.5    | 24.7    | 27.8    | 37.5    | 62.1     |
| 2003年 | 32.1     | 21.5    | 25.4    | 28.8    | 38.3    | 63.1     |
| 2004年 | 33.3     | 23.3    | 26.4    | 29      | 39.8    | 65.8     |
| 2005年 | 34.2     | 24.3    | 26.6    | 30      | 40.8    | 67.5     |
| 2006年 | 33.1     | 25.2    | 27.4    | 30.3    | 40.8    | 67       |
| 2007年 | 31.2     | 25.8    | 27.2    | 30.6    | 40.9    | 67.3     |
| 2008年 | 32       | 25.6    | 27.9    | 30.5    | 43      | 68.6     |
| 2009年 | 30       | 25.7    | 27      | 30.6    | 42.8    | 67.1     |
| 2010年 | 30.4     | 25.9    | 27.4    | 30.7    | 44.2    | 68.9     |
| 2011年 | <32.3>   | <26.4>  | <28.0>  | <30.9>  | <46.4>  | <69.6>   |
| 2012年 | 31.2     | 26.5    | 27.6    | 31.4    | 46.2    | 68.8     |
| 2013年 | 32.3     | 27.4    | 29      | 32.2    | 47.8    | 71.5     |
| 2014年 | 30.7     | 28      | 29.6    | 32.7    | 48.3    | 73.1     |

※在学中は除く

・2011年の数値は東日本大震災の影響により正確な値を調べることができなかったため補完的に推計した値(2010年国勢調査基準)となっている。

### 壮年期（25〜39歳）における問題
2000年以降、ポスト団塊ジュニアが壮年期（25〜39歳）に突入した。
1997年ごろの30代前半男性の所得分布の最頻値は500-699万円帯であったものが、2007年に調べでは300万円-399万円帯が最頻値と、収入が激減しているという結果が出た。
厚生労働省は、2011年の『労働経済白書』で、1970年代後半生まれのポスト団塊ジュニアの男性は、他世代に比べて非正規雇用から抜け出せない人の割合が高く、この世代の若者に非正規拡大の歪みが集中したと分析している。
1980年代前半生まれは、若者の車離れやアルコール離れなど消費に消極的（嫌消費）であり、他世代に比べて、収入に見合った消費をしない心理的な態度を持っているため、嫌消費世代とも呼ぶ人もいる。

### 中年期（40〜64歳）における問題
2015年以降、ポスト団塊ジュニアが中年期（40〜64歳）に突入した
。
年収700万以上の給与所得者は平成23年国税庁調査で17％まで落ち込んでいる。この数字は団塊ジュニアが50代になった時、アッパーミドルにすらほとんどの人がなれないことを意味する（男性の賃金カーブのピークは50代前半である）。急激な勢いで所得は下落し続けている。デフレーション経済が20年も続いたためである。年功序列の賃金体系は既に解体されつつあり、ほとんどのポスト団塊ジュニアは50歳になっても現在と変わらないレベルの収入にとどまることになる。
1990年代後半以降、日本人の所得中央値は年々低下し、2008年には1998年に比べ100万円以上低い448万円となった。なお、経団連のシンクタンクも2012年に「このままいけば2030年頃には日本は先進国の座から転落する」という予測をまとめており、ポスト団塊ジュニアが中年期となるころは日本の経済水準が中進国のレベルとなっている可能性がある。
2017年、NHKのクローズアップ現代において、「アラフォー・クライシス」というタイトルで放送され、2017年現在の40代前半の給与が低いこと、7０代になる親の年金に頼って生計をたてているという内容を放送し、「7040問題」として紹介された。

## ポスト団塊ジュニアの学生時代の文化
1970年代後半生まれの小学校時代は、概ね校内暴力が社会問題化した時代から、バブル景気が進展した時期に相当する。小学生の時期はまだ昭和年間で冷戦時代であった。そして、バブル景気末期から崩壊期（1991年 - 1993年）の頃には中学生か高校生であり、ポケベルの流行、ジュリアナ東京の開店、Jリーグ開幕などバブルの余韻が残る時期だった。
一方で、1980年代前半生まれだと、小学校入学の時期がバブル景気の時期であり、小学校高学年は失われた20年に突入した時期である。ジュリアナ東京の開店やJリーグ開幕などは小学校時代に当たる。そして、中学校時代から高校時代にかけての時期にコギャルブームを迎え、女子高生文化の担い手として注目を集めた。

### ファッション
ポスト団塊ジュニアは服飾文化の成熟化の中で育ち、日本独自の若者服の文化を生んだ世代である。小中学生時代はバブル景気に差し掛かった時期で、DCブランドを着る小学生が現れるなど、ジュニアファッションが生まれる。
1990年代前半は、1970年代後半生まれは中学〜高校在学、1980年代初頭生まれは小学校時代に重なる。この時代で一世を風靡した特徴的ファッションとしては、男子では、Gショックブーム、スウォッチブーム（女子の間でも）、MA－1などのフライトジャケットブーム、ネルシャツなどの古着、ナイキのエアシューズ、サーフシャツなどが支持を受けていた。当時定番アイテムは、1990年代に流行した若者向けドラマに出演していた木村拓哉などの人気俳優、当時一世を風靡した歌番組HEY×3に出演していた浜田雅功の影響もあった。
風変わりなところでは、当時のJリーグ開幕に合わせてミサンガや、当時流行していたMCATやEAST END×YURIなどヒップホップ系ミュージシャンの影響もあり「ダボパン」「腰パン」というようなファッションも一部浸透していた。ダボパンについては、当時私服通学が許可されていない制服着用義務がある学校でさえ、スラックスなどを腰から着用する男子が続出し、校則問題を揺るがすことにもなった。
日焼けした肌、後述する長髪など、当時の反町隆史、竹野内豊らがけん引した「ワイルド」と呼ばれるスタイルが一定の支持を受ける。一方対照的に「フェミ男」と呼ばれる中性的な女性的なファッション趣向を好む男子も1990年代中盤一定数存在し、ウェーブがかったパーマを当てたカラーヘア、タイトな柄シャツやパンツに身を包む事を好み、当時、野島伸司脚本ドラマで一時代を築いた。いしだ壱成、黒夢の清春、当時若者の間で絶大な支持を受けていたバラエティー番組、めちゃイケに出演している武田真治などが主なファッションアイコンであった。
女子の間では、バーバリー、ベネトンなどのブランドが支持を受け、高校生でもバーバリーのマフラーやベネトンのトートバッグ等を愛用する女子が多数存在した。また、このひとつ前のバブル期の若者ファッションに繋がる、豪奢な服装も好まれる傾向もあったが、スウェードのような基本的な生地と共に、フェイクファーなどを首に巻いたりなど、新たなファッションを構築した。
靴に関しては、男子はエンジニアブーツ、キャンプブーツなどのローカットからミドルカットのブーツが、女子はハイカットのブーツが人気を博した。特に、女子のブーツはヒールが10cm以上だったり、厚底のブーツなど極端なシルエットのブーツも支持を得た。前半世代のファッションアイコンとしては、やはり安室奈美恵の存在が非常に大きかった。同世代ということも手伝い、彼女の表現したファッションはそのまま当時の女子に波及していった。ブーツと同様にカジュアルなスニーカー系も、同様の人気を博す。1990年代前半までは、ナイキからバスケット選手であるマイケルジョーダン特製モデルが毎年のようにリリースされ、特に人気が高くプレミアもついた。その流れを受け継ぎ、ナイキはソール部分にエアクッションを挿入し、それを透明化することで視覚的に華のあるデザインとし、1990年代中盤、ナイキエアシューズブームを引き起こす。学生らはこれらの商品を求め、また着用せず収集のみに徹するコレクターも出現した。他に、リーボック、アディダス、ニューバランス等のスニーカーも人気を集めた。
ソックスは、1990年代中盤以降、女子中高生の間で、ルーズソックスと呼ばれるスタイルが大流行する。最盛期には大部分の女子高校生がこのスタイルを取り入れ、校則が厳しい学校であっても、登下校時に履き替える者も現れるなど、学校側が手を焼くほどの社会現象となった。
髪型においては、茶髪が一気にファッションのとして浸透する。ドラッグストアなどで様々な色とりどりのブリーチ剤が出揃うことになる。また併せて1990年代あたりから、マツモトキヨシなどの大手ドラッグストアも台頭しはじめることになる。1990年代前半は吉田栄作、浅野温子などの人気俳優女優の影響から、サラサラヘアブームが流行し、男女の間で浸透。サラサラ成分をうたう様々なヘアスタイルリング剤が登場。1990年代中期は、木村拓哉、江口洋介、豊川悦司、竹野内豊などの影響を受けて、ロンゲと呼ばれる長髪ブームが男子の間で流行。肩までかかるくらいの長髪であることが、ちょっと不良がかったモテ要素として確立されていた。それに並行して整髪剤でオールバックにし、後ろ髪を少し跳ねさせるなどのヘアスタイルも一部男子で支持を受けていた。
メイクアップとしては、1990年代前半から、男女を問わず眉毛に手を加える事が主流になる。1990年代は「美白」ブームの時代であったが、他方、1990年代中期から後半にかけて、日焼けサロンで小麦色の肌にすることが男女の間で流行する。一部には小麦色を通りこして「ガングロ」と称される日焼けの上に顔を黒塗りする女子が登場した。しかし、2000年代に入ると次第に日焼け志向は衰え、世は美白一辺倒になっていった。
1990年代後半、1980年代初頭生まれは高校に進学し、ギャルファッション・ストリートファッション・B系・ルーズカジュアル・裏原宿系といった新しいファッションの担い手となった。このころ生まれた日本の若者服の枠組みは、基本的にそのまま2010年代前半まで続いたが、ポスト団塊ジュニアが全員30代になった2014年頃にはギャル系雑誌の廃刊が相次ぐなど完全に衰退した。
1990年代後半は、ポスト団塊ジュニア前半世代後半世代に関わらず、女子の間ではキャミソールと呼ばれる服装がブームになった。夏場になるとこのファッションに身を包む女子が続出し、露出がかなりある服装が支持を受けていた。1990年代後半に入ると、デフレ傾向からユニクロをはじめとする低価格ブランドの浸透が進み、若者の間でファストファッションとして安価におしゃれを楽しむ習慣が普及した。

### スポーツ
前世代に引き続き野球が子ども文化に根付いていたが、同時にこの世代で「若者の野球離れ」の本格的な前兆を見せる事になる。サッカーにおける『キャプテン翼』のヒットと「Jリーグ開幕」はその大きなきっかけのひとつだが、他にもバスケットボールでも『SLAM DUNK』人気に伴う米国NBAへの注目の高まりと、そこから火が付いたアメリカン・ストリートカルチャーの初期流入が起こり、そこを軸としてスケートボード人気が起こった。このように、少年期に接するスポーツとその選択肢が、この世代から一気に多様化した。

### 学制服
1970年代後半生まれ世代は、中高の学生服においても、大きな転換点を迎えた世代であった。それまで男子は学ラン、女子はセーラー服というスタイルから、男女共にブレザーというスタイルが浸透した。背景としては、後者の制服の方が、スタイルやデザインに多様性を持たせる事ができ、おしゃれに敏感であった当時の若者達の支持を得やすく、また不良生徒が制服を変形させるようなことも、ブレザースタイルでは幾分回避できることもあった。同時に、既存の学生服や不良ファッションはダサい、という価値観に結び付き、丈の短いスカート、ルーズソックス、オールバックヘア、Yシャツの裾をスラックスから出す、腰パンなど、制服の「崩し方」に対する考えも変化した。

### ネット・ケータイ
携帯電話・PHSやインターネットの普及が始まった時期は1990年代後半である。1970年代後半生まれは、高校から大学生、専門学生時代にインターネットと接触し、「つながり世代」と呼ばれることもある。
1980年代前半生まれは、1990年代終盤の高校生 時代には「ケータイ」は既にコミュニケーションの主役のツールとなっていた。1999年のiモード、EZweb登場によって、ケータイからインターネットコンテンツを楽しむ、いわゆる「ガラケー」（ガラパゴスケータイの略、フィーチャーフォン）の最盛期が訪れる。

### コギャル
20世紀末に高校生であり、コギャル文化を形成した女性を「コギャル」と呼び、ルーズソックスやプリクラなどを流行させた。コギャル文化は2000年以降、急速に衰退するが、コギャル文化を担ったこの世代の一部は大学生・OLなどによる「お姉系」として、引き続き流行の担い手として君臨し続けることとなった。
1990年代後半には、コギャル世代の一部の者が、ファッションや携帯電話代や交際費などの遊ぶ金欲しさに、テレホンクラブで主に中高年男性相手の「援助交際」と言う名の売春行為を行ったことが、メディアで盛んに取り上げられたが、ほとんどのコギャルはファッションを真似ていただけで援助交際に関わっていた者は少数であった。